# تروفيو بالما 2023
تروفيو بالما 2023 (بالإسبانية: Trofeo Palma-Palma 2023)‏ هو سباق دراجات هوائية من فئة  سباق يوم واحد، وهو الموسم الحادي والثلاثين من تروفيو بالما ‏، وأقيم في 29 يناير 2023 ضمن سباقات طواف أوروبا للدراجات 2023.
فاز بالمركز الأول Ethan Vernon ‏، وفاز بالمركز الثاني بينيام جيرماي، وفاز بالمركز الثالث Jarne Van de Paar ‏.

## التصنيف العام النهائي
| التصنيف العام         | التصنيف العام          | التصنيف العام            | التصنيف العام | التصنيف العام |
| العداء                | العداء                 | الفريق                   | الوقت         |               |
| --------------------- | ---------------------- | ------------------------ | ------------- | ------------- |
| 1                     | Ethan Vernon ‏          | Soudal Quick-Step        | 3 س 09 د 37 ث |               |
| 2                     | بينيام جيرماي          | Intermarché-Circus-Wanty | + 0 ث         |               |
| 3                     | Jarne Van de Paar ‏     | Lotto Dstny              | + 0 ث         |               |
| 4                     | إيفان غارسيا           | موفيستار                 | + 0 ث         |               |
| 5                     | خوان سباستيان مولانو   | فريق الإمارات            | + 0 ث         |               |
| 6                     | Stanisław Aniołkowski ‏ | Human Powered Health     | + 0 ث         |               |
| 7                     | توم فان أسبروك         | Israel-Premier Tech      | + 0 ث         |               |
| 8                     | Daniel Babor ‏          | كاجا رورال-سيغوروس ‏      | + 0 ث         |               |
| 9                     | Axel Zingle ‏           | Cofidis                  | + 0 ث         |               |
| 10                    | أوين دول               | EF Education-EasyPost    | + 0 ث         |               |
|                       |                        |                          |               |               |
| مصدر: ProCyclingStats |                        |                          |               |               |

## وصلات خارجية
- لمحة عن سباق تروفيو بالما 2023 على موقع  ProCyclingStats   (برو  سايكلنج  ستاتس) - إحصاءات  محترفي  الدراجات.
- تروفيو بالما 2023 على موقع إحصائيات الدراجات الإحترافية (الإنجليزية)